# Diskografie Galantis
Toto je seznam vydané diskografie švédského dua Galantis.

## Studiová alba
| Název                                                                                   | Detaily                                             | Umístění v hitparádách | Umístění v hitparádách | Umístění v hitparádách | Umístění v hitparádách | Umístění v hitparádách | Umístění v hitparádách | Umístění v hitparádách | Umístění v hitparádách | Umístění v hitparádách | Umístění v hitparádách | Certifikace             |
| Název                                                                                   | Detaily                                             | SWE                    | AUS                    | BEL                    | CAN                    | NLD                    | NOR                    | NZ                     | UK                     | US                     | US Dance               | Certifikace             |
| --------------------------------------------------------------------------------------- | --------------------------------------------------- | ---------------------- | ---------------------- | ---------------------- | ---------------------- | ---------------------- | ---------------------- | ---------------------- | ---------------------- | ---------------------- | ---------------------- | ----------------------- |
| Pharmacy                                                                                | - Vydáno: 8. června 2015 - Vydavatelství: Atlantic  | 7                      | 38                     | 128                    | 98                     | 48                     | 15                     | 33                     | 71                     | 45                     | 1                      | - MC: Gold - RIAA: Gold |
| The Aviary                                                                              | - Vydáno: 15. září 2017 - Vydavatelství: Atlantic   | —                      | 40                     | —                      | 47                     | —                      | —                      | —                      | 58                     | 102                    | 4                      | - MC: Gold              |
| Church                                                                                  | - Vydáno: 7. února 2020 - Vydavatelství: Atlantic   | —                      | —                      | —                      | —                      | —                      | —                      | —                      | —                      | —                      | 4                      |                         |
| Rx                                                                                      | - Vydáno: 17. května 2024 - Vydavatelství: Atlantic | —                      | —                      | —                      | —                      | —                      | —                      | —                      | —                      | —                      | —                      |                         |
| "—" značí, že se nahrávka neumístila v hitparádách nebo v tomto území ani nebyla vydána |                                                     |                        |                        |                        |                        |                        |                        |                        |                        |                        |                        |                         |

## Extended play
| Raveheart                                                                               | - Vydáno: 2012 - Vydavatelství: Big Beat, Atlantic          | —  |
| Galantis                                                                                | - Vydáno: 1. dubna 2014 - Vydavatelství: Big Beat, Atlantic | 72 |
| "—" značí, že se nahrávka neumístila v hitparádách nebo v tomto území ani nebyla vydána |                                                             |    |

## Singly

### Jako hlavní umělec
| Název                                                                                   | Rok  | Umístění v hitparádách | Umístění v hitparádách | Umístění v hitparádách | Umístění v hitparádách | Umístění v hitparádách | Umístění v hitparádách | Umístění v hitparádách | Umístění v hitparádách | Umístění v hitparádách | Umístění v hitparádách | Certifikace | Album                               |
| Název                                                                                   | Rok  | SWE                    | AUS                    | AUT                    | CAN                    | GER                    | NLD                    | NOR                    | NZ                     | UK                     | US                     | Certifikace | Album                               |
| --------------------------------------------------------------------------------------- | ---- | ---------------------- | ---------------------- | ---------------------- | ---------------------- | ---------------------- | ---------------------- | ---------------------- | ---------------------- | ---------------------- | ---------------------- | --- | ----------------------------------- |
| "Raveheart"                                                                             | 2012 | —                      | —                      | —                      | —                      | —                      | —                      | —                      | —                      | —                      | —                      | | Raveheart                           |
| "Smile"                                                                                 | 2014 | —                      | —                      | —                      | —                      | —                      | —                      | —                      | —                      | —                      | —                      | | Galantis EP                         |
| "You"                                                                                   | 2014 | —                      | —                      | —                      | —                      | —                      | —                      | —                      | —                      | —                      | —                      | | Galantis EP a Pharmacy              |
| "Runaway (U & I)"                                                                       | 2014 | 25                     | 4                      | 39                     | 96                     | 58                     | 3                      | 12                     | 6                      | 4                      | —                      | - GLF: 2× Platinum - ARIA: 2× Platinum - BPI: 2× Platinum - BVMI: Platinum - IFPI NOR: 2× Platinum - MC: 3× Platinum - RIAA: 3× Platinum - RMNZ: Platinum | Pharmacy                            |
| "Gold Dust"                                                                             | 2015 | —                      | —                      | —                      | —                      | —                      | —                      | —                      | —                      | —                      | —                      | | Pharmacy                            |
| "Peanut Butter Jelly"                                                                   | 2015 | 17                     | 3                      | 70                     | —                      | 76                     | 81                     | 17                     | 18                     | 8                      | —                      | - GLF: Gold - ARIA: 3× Platinum - BPI: Platinum - IFPI NOR: Platinum - MC: Platinum - RIAA: Platinum - RMNZ: Gold                                         | Pharmacy                            |
| "In My Head"                                                                            | 2015 | —                      | —                      | —                      | —                      | —                      | —                      | —                      | —                      | —                      | —                      | | Pharmacy                            |
| "Louder Harder Better"                                                                  | 2016 | —                      | —                      | —                      | —                      | —                      | —                      | —                      | —                      | —                      | —                      | | Pharmacy                            |
| "No Money"                                                                              | 2016 | 4                      | 6                      | 9                      | 51                     | 10                     | 6                      | 1                      | 16                     | 4                      | 88                     | - ARIA: Platinum - BPI: 2× Platinum - BVMI: Platinum - IFPI AUT: Gold - MC: 2× Platinum - RIAA: 2× Platinum - RMNZ: Gold                                  | The Aviary                          |
| "Make Me Feel" (s East & Young)                                                         | 2016 | —                      | 99                     | —                      | —                      | —                      | —                      | —                      | —                      | —                      | —                      | | XOXO: The Album                     |
| "Love on Me" (s Hook n Sling)                                                           | 2016 | 27                     | 69                     | 46                     | —                      | 39                     | 29                     | —                      | —                      | 16                     | —                      | - BPI: Platinum - BVMI: Gold - MC: Platinum | The Aviary                          |
| "Pillow Fight"                                                                          | 2016 | —                      | —                      | —                      | —                      | —                      | —                      | —                      | —                      | —                      | —                      | | The Aviary                          |
| "Rich Boy"                                                                              | 2017 | —                      | —                      | —                      | —                      | —                      | —                      | —                      | —                      | 60                     | —                      | | Singl bez alb                       |
| "Hunter"                                                                                | 2017 | 24                     | —                      | 37                     | —                      | 35                     | 68                     | 16                     | —                      | —                      | —                      | - BVMI: Gold | The Aviary                          |
| "Tell Me You Love Me" (s Throttle)                                                      | 2017 | —                      | —                      | —                      | —                      | —                      | —                      | —                      | —                      | —                      | —                      | - ARIA: Gold | The Aviary                          |
| "Spaceship" (feat. Uffie)                                                               | 2018 | 92                     | —                      | —                      | —                      | —                      | —                      | —                      | —                      | —                      | —                      | | Singl bez alb                       |
| "Satisfied" (feat. Max)                                                                 | 2018 | 85                     | —                      | —                      | —                      | —                      | —                      | —                      | —                      | —                      | —                      | | Satisfied / Mama Look at Me Now     |
| "Mama Look at Me Now"                                                                   | 2018 | —                      | —                      | —                      | —                      | —                      | —                      | —                      | —                      | —                      | —                      | | Satisfied / Mama Look at Me Now     |
| "Emoji"                                                                                 | 2018 | —                      | —                      | —                      | —                      | —                      | —                      | —                      | —                      | —                      | —                      | | Singly bez alb                      |
| "San Francisco" (feat. Sofia Carson)                                                    | 2018 | —                      | —                      | —                      | —                      | —                      | —                      | —                      | —                      | —                      | —                      | | Singly bez alb                      |
| "Bones" (feat. OneRepublic)                                                             | 2019 | 46                     | —                      | 58                     | —                      | —                      | —                      | —                      | —                      | —                      | —                      | - MC: Gold | Church                              |
| "I Found U" (s Passion Pit)                                                             | 2019 | —                      | —                      | —                      | —                      | —                      | —                      | —                      | —                      | —                      | —                      | | Church                              |
| "We Can Get High" (s Yellow Claw)                                                       | 2019 | —                      | —                      | —                      | —                      | —                      | —                      | —                      | —                      | —                      | —                      | | Church                              |
| "Roots" (s Valerie Broussard)                                                           | 2019 | —                      | —                      | —                      | —                      | —                      | —                      | —                      | —                      | —                      | —                      | | Singl bez alb                       |
| "Holy Water"                                                                            | 2019 | —                      | —                      | —                      | —                      | —                      | —                      | —                      | —                      | —                      | —                      | | Church                              |
| "Faith" (s Dolly Parton feat. Mr. Probz)                                                | 2019 | —                      | —                      | —                      | —                      | —                      | —                      | —                      | —                      | —                      | —                      | - MC: Platinum - RIAA: Gold | Church                              |
| "The Lake" (s Wrabel)                                                                   | 2020 | —                      | —                      | —                      | —                      | —                      | —                      | —                      | —                      | —                      | —                      | | Singl bez alb                       |
| "I Fly"                                                                                 | 2020 | —                      | —                      | —                      | —                      | —                      | —                      | —                      | —                      | —                      | —                      | | Scoob! The Album                    |
| "Only a Fool" (se Ship Wrek a Pink Sweats)                                              | 2020 | —                      | —                      | —                      | —                      | —                      | —                      | —                      | —                      | —                      | —                      | | Singly bez alb                      |
| "Pretty Please" (s Jackson Wang)                                                        | 2020 | —                      | —                      | —                      | —                      | —                      | —                      | —                      | —                      | —                      | —                      | | Singly bez alb                      |
| "Fuck Tomorrow Now"                                                                     | 2020 | —                      | —                      | —                      | —                      | —                      | —                      | —                      | —                      | —                      | —                      | | Church                              |
| "Tu Tu Tu (That's Why We)" (s Nghtmre a Liam O'Donnell)                                 | 2020 | —                      | —                      | —                      | —                      | —                      | 75                     | —                      | —                      | —                      | —                      | | Singly bez alb                      |
| "Dandelion" (s Jvke)                                                                    | 2021 | —                      | —                      | —                      | —                      | —                      | —                      | —                      | —                      | —                      | —                      | | Singly bez alb                      |
| "The Best" (s Hook n Sling a Karen Harding)                                             | 2021 | —                      | —                      | —                      | —                      | —                      | —                      | —                      | —                      | —                      | —                      | | Singly bez alb                      |
| "Heartbreak Anthem" (s David Guetta a Little Mix)                                       | 2021 | 36                     | 46                     | 58                     | 86                     | 57                     | 23                     | 23                     | —                      | 3                      | —                      | - BPI: 2× Platinum - IFPI AUT: Gold - MC: Platinum - RIAA: Gold                                                                                           | Rx                                  |
| "Tears for Later" (s Don Diablo)                                                        | 2021 | —                      | —                      | —                      | —                      | —                      | —                      | —                      | —                      | —                      | —                      | | Forever                             |
| "Sweet Talker" (s Years & Years)                                                        | 2021 | —                      | —                      | —                      | —                      | —                      | —                      | —                      | —                      | 26                     | —                      | - BPI: Gold | Night Call                          |
| "Alien" (s Lucas & Steve a Ilira)                                                       | 2021 | —                      | —                      | —                      | —                      | —                      | —                      | —                      | —                      | —                      | —                      | | Singly bez alb                      |
| "When the Lights Go Down" (s DVBBS feat. Cody Simpson)                                  | 2022 | —                      | —                      | —                      | —                      | —                      | —                      | —                      | —                      | —                      | —                      | | Singly bez alb                      |
| "Run" (s Becky Hill)                                                                    | 2022 | —                      | —                      | —                      | —                      | —                      | 93                     | —                      | —                      | 21                     | —                      | - BPI: Silver | Only Honest on the Weekend (Deluxe) |
| "Good Luck" (s Mabel a Jax Jones)                                                       | 2022 | —                      | —                      | —                      | —                      | —                      | —                      | —                      | —                      | 45                     | —                      | | About Last Night...                 |
| "Fading Like a Flower" (s Roxette)                                                      | 2022 | 90                     | —                      | —                      | —                      | —                      | —                      | —                      | —                      | —                      | —                      | | Singly bez alb                      |
| "1×1"                                                                                   | 2022 | —                      | —                      | —                      | —                      | —                      | —                      | —                      | —                      | —                      | —                      | | Singly bez alb                      |
| "DNA" (s Craig David)                                                                   | 2022 | —                      | —                      | —                      | —                      | —                      | —                      | —                      | —                      | —                      | —                      | | 22                                  |
| "Damn (You've Got Me Saying)" (s David Guetta a MNEK)                                   | 2022 | —                      | —                      | —                      | —                      | —                      | —                      | —                      | —                      | —                      | —                      | | Rx                                  |
| "Hooked (Hot Stuff)" (s RIKA)                                                           | 2023 | —                      | —                      | —                      | —                      | —                      | —                      | —                      | —                      | —                      | —                      | | Singl bez alb                       |
| "I Want You" (s Icona Pop)                                                              | 2023 | —                      | —                      | —                      | —                      | —                      | —                      | —                      | —                      | —                      | —                      | | Club Romantech                      |
| "Hungry Heart" (se Steve Aoki a Hayley Kiyoko)                                          | 2023 | —                      | —                      | —                      | —                      | —                      | —                      | —                      | —                      | —                      | —                      | | Hiroquest 2: Double Helix           |
| "Fool 4 U" (s Jvke feat. Enisa)                                                         | 2023 | —                      | —                      | —                      | —                      | —                      | —                      | —                      | —                      | —                      | —                      | | Rx                                  |
| "Bang Bang (My Neurodivergent Anthem)"                                                  | 2023 | —                      | —                      | —                      | —                      | —                      | —                      | —                      | —                      | —                      | —                      | | Rx                                  |
| "Koala"                                                                                 | 2023 | —                      | —                      | —                      | —                      | —                      | —                      | —                      | —                      | —                      | —                      | | Rx                                  |
| "Dreamteam" (feat. Neon Trees)                                                          | 2023 | —                      | —                      | —                      | —                      | —                      | —                      | —                      | —                      | —                      | —                      | | Rx                                  |
| "Little Bit Yours" (feat. Hannah Boleyn)                                                | 2023 | —                      | —                      | —                      | —                      | —                      | —                      | —                      | —                      | —                      | —                      | | Rx                                  |
| "One, Two & 3"                                                                          | 2024 | —                      | —                      | —                      | —                      | —                      | —                      | —                      | —                      | —                      | —                      | | Rx                                  |
| "Lighter" (s 5 Seconds of Summer a David Guetta)                                        | 2024 | —                      | —                      | —                      | —                      | —                      | 78                     | —                      | —                      | 78                     | —                      | | Rx                                  |
| "Dust"                                                                                  | 2024 | —                      | —                      | —                      | —                      | —                      | —                      | —                      | —                      | —                      | —                      | | Rx                                  |
| "Mountains" (s Jonas Blue a Zoe Wees)                                                   | 2024 | —                      | —                      | —                      | —                      | —                      | —                      | —                      | —                      | —                      | —                      | | bude oznámeno                       |
| "Morning" (s Cheat Codes, Jason Derulo a De La Ghetto)                                  | 2024 | —                      | —                      | —                      | —                      | —                      | —                      | —                      | —                      | —                      | —                      | | bude oznámeno                       |
| "Pretty Low" (s Dillon Francis a Arden Jones)                                           | 2024 | —                      | —                      | —                      | —                      | —                      | —                      | —                      | —                      | —                      | —                      | | bude oznámeno                       |
| "8 Days"                                                                                | 2024 | —                      | —                      | —                      | —                      | —                      | —                      | —                      | —                      | —                      | —                      | | bude oznámeno                       |
| "—" značí, že se nahrávka neumístila v hitparádách nebo v tomto území ani nebyla vydána |      |                        |                        |                        |                        |                        |                        |                        |                        |                        |                        | |                                     |

### Jako vedlejší umělec
| Název                           | Rok  | Album        |
| ------------------------------- | ---- | ------------ |
| "Jumbo" (A-Trak feat. Galantis) | 2012 | Tuna Melt EP |

### Promo singly
| Název                                                                                   | Rok  | Umístění v hitparádách | Umístění v hitparádách | Umístění v hitparádách | Album                |
| Název                                                                                   | Rok  | SWE Heat.              | AUS                    | US Dance               | Album                |
| --------------------------------------------------------------------------------------- | ---- | ---------------------- | ---------------------- | ---------------------- | -------------------- |
| "True Feeling"                                                                          | 2017 | 1                      | —                      | 25                     | The Aviary           |
| "Girls on Boys" (feat. Rozes)                                                           | 2017 | 3                      | 96                     | 32                     | The Aviary           |
| "We Are Born to Play" (feat. Charli XCX)                                                | 2020 | —                      | —                      | —                      | Super Nintendo World |
| "Steel"                                                                                 | 2020 | —                      | —                      | —                      | Church               |
| "Unless It Hurts"                                                                       | 2020 | —                      | —                      | —                      | Church               |
| "Stella"                                                                                | 2020 | —                      | —                      | —                      | Church               |
| "—" značí, že se nahrávka neumístila v hitparádách nebo v tomto území ani nebyla vydána |      |                        |                        |                        |                      |

## Spolu umělec
| Název                        | Rok  | Album               |
| ---------------------------- | ---- | ------------------- |
| "Mercy" (s Kaskade)          | 2015 | Automatic           |
| "Scruffy-Looking Nerfherder" | 2016 | Star Wars Headspace |

## Remixy
| Název                                                         | Rok  | Původní umělec                            |
| ------------------------------------------------------------- | ---- | ----------------------------------------- |
| "Heart Weighs a Ton" (Galantis and Alex Metric Remix)         | 2014 | Alex Metric                               |
| "Gold Dust" (Galantis and Elgot VIP Mix)                      | 2015 | Galantis                                  |
| "Delilah" (Galantis Remix)                                    | 2015 | Florence + The Machine                    |
| "In My Head" (Misha K and Galantis VIP Mix)                   | 2016 | Galantis                                  |
| "Peanut Butter Jelly" (Maxum and Galantis VIP Mix)            | 2016 | Galantis                                  |
| "Dominos" (Galantis Remix)                                    | 2016 | Peter Bjorn and John                      |
| "Out of My System" (Galantis Remix)                           | 2016 | Youngr                                    |
| "Pillow Fight" (Galantis and CID VIP Mix)                     | 2017 | Galantis                                  |
| "Shape of You" (Galantis Remix)                               | 2017 | Ed Sheeran                                |
| "Bloodstain" (Galantis Remix)                                 | 2017 | Wrabel                                    |
| "The Hunter" (Galantis and Misha K VIP Mix)                   | 2017 | Galantis                                  |
| "True Feeling" (Galantis and Shndō VIP Mix)                   | 2017 | Galantis                                  |
| "Fetish" (Galantis Remix)                                     | 2017 | Selena Gomez (feat. Gucci Mane)           |
| "Too Good at Goodbyes"                                        | 2017 | Sam Smith                                 |
| "Summer Days" (Galantis Remix)                                | 2018 | A R I Z O N A                             |
| "Entirety" (Galantis Remix)                                   | 2018 | Shift K3Y (feat. A*M*E)                   |
| "Satisfied" (Galantis and Misha K VIP Mix)                    | 2018 | Galantis                                  |
| "Mama Look at Me Now" (Galantis and Deniz Koyu VIP Mix)       | 2018 | Galantis                                  |
| "Think About You" (Galantis Remix)                            | 2019 | Kygo (feat. Valerie Broussard)            |
| "Bones" (Galantis and Shndō VIP Mix)                          | 2019 | Galantis (feat. OneRepublic)              |
| "Faith" (Galantis and Bali Bandits VIP Mix)                   | 2019 | Galantis a Dolly Parton (feat. Mr. Probz) |
| "Never Felt a Love Like This" (VIP Mix)                       | 2020 | Galantis a Hook n Sling (feat. Dotan)     |
| "Don't Call Me" (Galantis Remix)                              | 2020 | Brando                                    |
| "Popular Monster" (Galantis and Nghtmre Remix)                | 2020 | Falling in Reverse                        |
| "Acredita no Véio (Listen to the Old Man)" (Galantis Version) | 2020 | Pelé a Rodrigo y Gabriela                 |
| "Cinema" (Galantis Remix)                                     | 2021 | Benny Benassi (feat. Gary Go)             |
| "Retrograde" (Galantis Remix)                                 | 2021 | Aleyna Tilki                              |
| "Buenos Aires" (Galantis and Bali Bandits Remix)              | 2021 | Tchami                                    |
| "Die For a Man" (Galantis Remix)                              | 2021 | Bebe Rexha (feat. Lil Uzi Vert)           |
| "Better Days" (Galantis Remix)                                | 2021 | Dermot Kennedy                            |
| "My Universe" (Galantis Remix)                                | 2021 | Coldplay (feat. BTS)                      |
| "Run" (Galantis and Misha K VIP Mix)                          | 2022 | Becky Hill a Galantis                     |
| "Fading Like a Flower" (Galantis and Roxette)                 | 2022 | Roxette a Galantis                        |
| "Lil Boo Thang" (Galantis Remix)                              | 2023 | Paul Russell                              |

## Videoklipy
| Název                                  | Rok  | Režisér                |
| -------------------------------------- | ---- | ---------------------- |
| "Smile"                                | 2013 | Dano Cerny             |
| "You"                                  | 2014 | —                      |
| "Help"                                 | 2014 | —                      |
| "Runaway (U & I)"                      | 2015 | Dano Cerny             |
| "Peanut Butter Jelly"                  | 2015 | Dano Cerny             |
| "In My Head"                           | 2015 | Dano Cerny             |
| "No Money"                             | 2016 | Andrew Donoho          |
| "Love on Me"                           | 2016 | Dano Cerny             |
| "Make Me Feel"                         | 2016 | —                      |
| "Hunter"                               | 2017 | Ben Fee                |
| "True Feeling"                         | 2017 | Dalton Campbell        |
| "Girls on Boys"                        | 2017 | Joe Zohar              |
| "Tell Me You Love Me"                  | 2017 | MOSSS                  |
| "Spaceship"                            | 2018 | Ryan Huffman           |
| "Satisfied"                            | 2018 | —                      |
| "Mama Look At Me Now"                  | 2018 | Jordan Pulmano         |
| "Emoji"                                | 2018 | Dano Cerny             |
| "San Francisco"                        | 2018 | Dano Cerny             |
| "Bones"                                | 2019 | —                      |
| "We Can Get High"                      | 2019 | Sherif Higazy          |
| "Holy Water"                           | 2019 | —                      |
| "Faith"                                | 2019 | Dano Cerny             |
| "We Are Born to Play"                  | 2020 | —                      |
| "Never Felt a Love Like This"          | 2020 | Dano Cerny             |
| "The Lake"                             | 2020 | —                      |
| "Only a Fool"                          | 2020 | Mero Estudio           |
| "Pretty Please"                        | 2020 | Jackson Wang & Conglin |
| "Tu Tu Tu (That's Why We)"             | 2020 | —                      |
| "Heartbreak Anthem"                    | 2021 | Samuel Douek           |
| "Tears for Later"                      | 2021 | Thomas Jarrett         |
| "Sweet Talker"                         | 2021 | Sophia Ray             |
| "Alien"                                | 2022 | Tim Madden             |
| "Run"                                  | 2022 | —                      |
| "Good Luck"                            | 2022 | Isaac Rentz            |
| "DNA"                                  | 2022 | Toby Roscoe            |
| "Damn (You've Got Me Saying)"          | 2022 | Anze Skrube            |
| "Hooked (Hot Stuff)"                   | 2023 | Ray Fiasco             |
| "Hungry Heart"                         | 2023 | Hayley Kiyoko          |
| "Bang Bang (My Neurodivergent Anthem)" | 2023 | Dano Cerny             |
| "Koala"                                | 2023 | Anastasia Duchess      |
| "Dreamteam"                            | 2023 | Juan Flores Mena       |
| "Lighter"                              | 2024 | Ryan Fleming           |